# Trade In Services Agreement

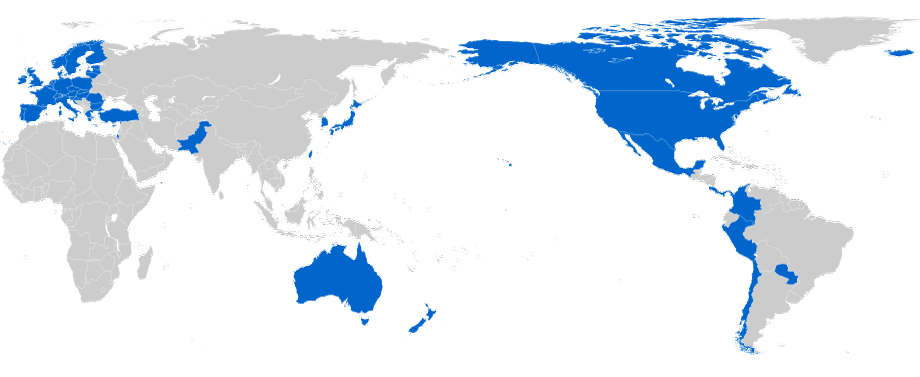
Países participantes

El Acuerdo en comercio de servicios (en inglés: Trade in Services Agreement, TISA) es un tratado internacional en el que entran 23 países, así como los que pertenecen a la Unión Europea.
El acuerdo promueve la liberalización a escala global del comercio de servicios como la banca o el transporte. Han emergido críticas sobre el secreto de este acuerdo tras la información clasificada sacada a la luz por Wikileaks en junio de 2014 sobre un borrador del mes de abril del mismo año.

## Países Implicados en el Acuerdo
| Grupo                   | Países |
| ----------------------- | --- |
| Nivel de Ingresos Alto  | Australia, Canadá, Chile, Taiwán, Unión Europea, Hong Kong, Islandia, Israel, Japón, Liechtenstein, Nueva Zelanda, Noruega, Corea del Sur, Suiza, Estados Unidos. |
| Nivel de Ingresos Medio | Colombia, Costa Rica, México, Panamá, Perú, Turquía. |
| Nivel de Ingresos Bajo  | Pakistán, Paraguay. |